# Animomyia dilatata
Animomyia dilatata là một loài bướm đêm trong họ Geometridae.